# Patrul Rinpoche
Patrul Rinpoche (Wylie: dpal sprul rin po che) (1808–87) foi um proeminente professor e autor da Escola Nyingma do budismo tibetano.
Seu livro As Palavras Do Meu Professor Perfeito foi pulicado em português em 2008 pela Editora Makara, ligada ao Chagdud Gonpa Brasil e à Chagdud Tulku Rinpoche.
Existe uma biografia em inglês sobre Patrul chamada Enlightened Vagabond: The Life and Teachings of Patrul Rinpoche, que foi escrita por Matthieu Ricard e publicada pela Shambhala Publications em 2017.